# Стахеев, Николай Дмитриевич
Никола́й Дми́триевич Стахе́ев (1852—1933) — купец 1-й гильдии, золотопромышленник, меценат, племянник художника Ивана Шишкина, коллекционер живописи.

## Биография

### Происхождение, род Стахеевых
Николай Стахеев родился в городе Елабуга, где и провёл своё детство. Его отец, Дмитрий Иванович Стахеев (1819—1888) — представитель известнейшего купеческого рода, елабужский купец 1-й гильдии, — избирался городским головой (1862—1864, 1880—1883), занимался благотворительностью, оказывал поддержку начинающему художнику Ивану Шишкину (1832—1898), своему шурину. Николай продолжил поддерживать Шишкина.
Отец оставил сыну крупное наследство — около пяти миллионов рублей. Мать Николая Стахеева Александра Ивановна, урождённая Шишкина (1823—1853), была дочерью купца Ивана Васильевича Шишкина (1792—1872) и родной сестрой художника-пейзажиста Ивана Шишкина. Таким образом, с детства Николай Дмитриевич находился в обществе, тесно связанном с творческой средой, где, видимо, он и научился понимать искусство и чувствовать его. Впоследствии, переехав в Москву, он не терял связи со своим дядей Иваном Шишкиным, оказывал ему поддержку и приобретал его картины. Стахеев стал коллекционером живописи.
История рода купцов и промышленников Стахеевых насчитывает более 150 лет. По преданию, их предок был родом из новгородской земли, откуда ушел на вольные камские земли. Торговую деятельность Стахеевы начали в XVIII веке в Елабуге и прошли путь от купцов третьей гильдии до крупнейших российских монополистов, вклад которых в экономическое и культурное развитие страны, по оценке историков, не меньше, чем вклад таких прославленных фамилий как Морозовы, Крестовниковы, Бахрушины. В середине XIX века торговля купцов вышла далеко за пределы Вятской губернии, этот прорыв совершили два брата — Иван и Дмитрий Стахеевы. Расположение Елабуги на месте сближения трех судоходных рек — Камы, Вятки и Белой — позволило им стать посредниками между центральными и отдаленными губерниями страны. Братья скупали хлеб, отправляли его в Санкт-Петербург и Москву, на Урал, в Сибирь и за границу, а всю Восточную Россию снабжали сахаром, промышленными товарами и чаем, привозимым из Китая. Постепенно к этому перечню добавились бакалея, драгоценные металлы и другие товары. Со временем появились крупные торговые дома Стахеевых и собственный флот для доставки грузов в другие губернии. Наличие буксирного пароходства и развитие парового флота определили новое направление деятельности — торговлю нефтяными продуктами. Стахеевы занялись также финансово-кредитными операциями. А апофеозом предпринимательской деятельности Стахеевых можно считать создание одного из крупнейших монополистических объединений начала XX века — концерна Путилова — Стахеева — Батолина, который оформился к 1916 году и объединил ряд наиболее прибыльных предприятий почти во всех отраслях промышленности. Акции торгового дома Стахеевых держал император Николай II, почти во всех городах России имелись их магазины. Известно, что в 1900 году оборот фирмы «И. К. Стахеев и сыновья» составлял 80 миллионов рублей.
Стахеевы много занимались благотворительностью. Ими в начале 1870-х годов был образован «Благотворительный братьев Д. и И. Стахеевых комитет», на счетах которого были сотни тысяч рублей, которые тратились на строительство монастырей и церквей, учебных заведений и приютов, для нуждающихся, на обучение детей служащих фирмы любых учебных заведений, на благоустройство родного города и т. д. Иван Стахеев устроил и содержал женскую богадельню на 60 мест, воспитательное отделение для сирот, построил Казанско-Богородицкий женский монастырь. Будучи городским головой, Иван Иванович построил каменный мост, оказывал помощь больнице. Дмитрий Иванович Стахеев, также служивший городским головой, соорудил огромную лестницу к пристани, позволившую людям быстрее добираться до реки, и дамбу. Стахеевы построили в городе мужскую богадельню и приют с бесплатной столовой для всех бедных, приняли участие в возведении реального, городского и духовного училищ, ремесленной школы. В некрологе об Иване Ивановиче Стахееве в «Вятских губернских ведомостях» в 1885 году было написано, что «бывший некогда миллионер и главный воротила в торговых делах умер с очень незначительным капиталом, громадная часть которого была истрачена на различные благотворительные учреждения». А Дмитрий Иванович, будучи городским головой, отказывался получать жалованье за эту должность, направляя причитающиеся ему деньги на нужды города.

### До 1917 года

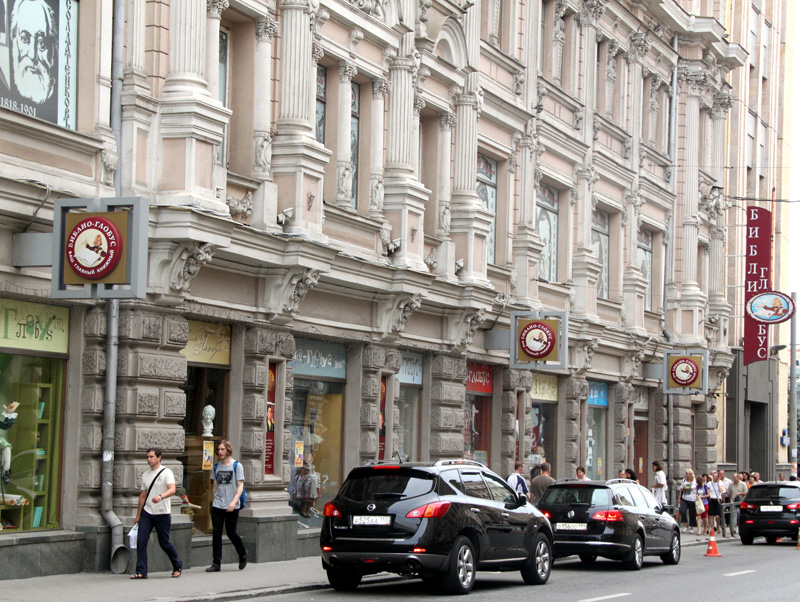
Фасад дома № 6 по Мясницкой улице в Москве

Кроме наследства, отец оставил сыну хорошее дело. Н. Д. Стахеев торговал хлебом, чаем, лесом, имел золотые прииски, владел нефтяными месторождениями и, обладая большими коммерческими способностями, увеличил свой капитал в 8 раз.
В Томске Стахеев превзошел в продаже тканей А. Ф. Второва. Переулок в Томске, где Стахеев был домовладельцем, назывался по его имени Стахеевским (ныне — Кооперативный). В 1906—1907 годах Стахеев продал мануфактурное дело в Сибири товариществу «А. Ф. Второв и сыновья» и сосредоточил свои интересы в Европейской части России.
Переехав на жительство в Москву, начал скупать старые особняки на лучших улицах и строить многоэтажные дома, что приносило ему большой доход. Например, в 1890-х годах он покупает землю у дворянки Рожковской на улице Мясницкая и строит доходный дом № 6 с книжными магазинами, который теперь известен как «Библио-Глобус», потом — дом на Тверской, дом № 3 в Лубянском проезде — всего 11 дорогостоящих зданий.

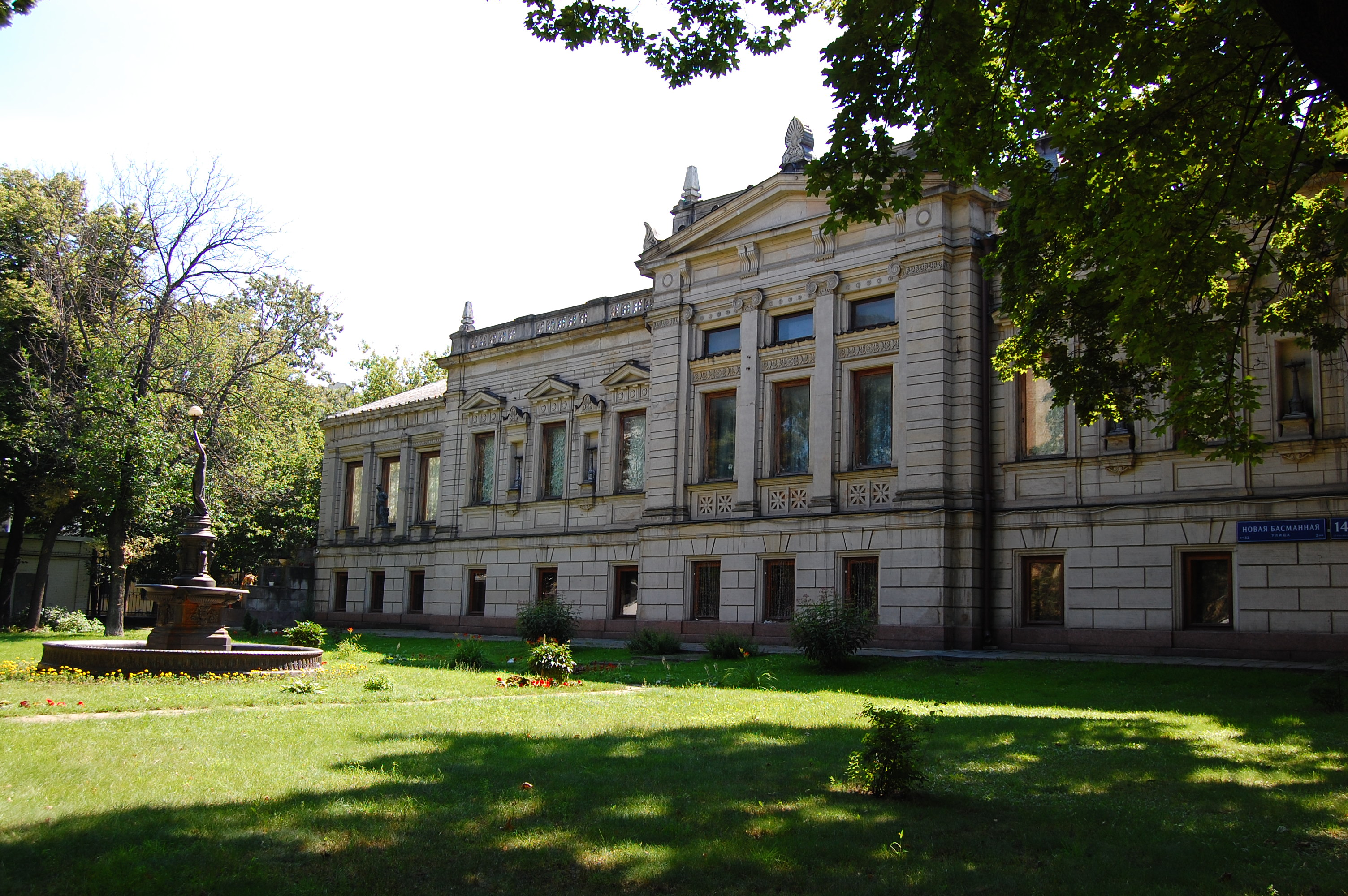
Дом Стахеева на Новой Басманной

Обширный участок земли с садом на Новой Басманной улице в Москве Стахеев купил в 1890-х гг., где в 1898—1899 гг. архитектором Михаилом Бугровским был построен особняк Н. Д. Стахеева (сейчас это дом № 14). К работам был привлечён скульптор В. Г. Гладков. Постройка этого здания обошлась заказчику в 1 миллион рублей. Это один из наиболее ярких и хорошо сохранившихся до наших дней примеров эклектической архитектуры конца XIX века, а его интерьеры являются ценнейшими памятниками прикладного искусства. Будучи большим ценителем и знатоком искусства, Н. Д. Стахеев с соответствующим вниманием подошёл и к оформлению своего особняка. Фасады и холл с беломраморной лестницей были выполнены в греческом стиле, парадные апартаменты включают готическую столовую, мавританскую курительную, залы в стиле классицизма, барокко и т. д. Хорошо сохранилась обильная деревянная резьба, сложного рисунка паркет, витражи, мраморная и лепная отделка. Перед домом находится фонтан: чугунная женская фигура, держащая фонарь — «Богиня ночи», изготовленная в парижской мастерской в конце XIX века. Позади было пристроено помещение галереи, а с правой стороны находилось здание конторы.
В советское время усадебный парк вошёл в состав сада им. Н. Э. Баумана.
М. Ф. Бугровский выполнил для Стахеева несколько проектов — доходный дома на Мясницкой улице, гостиница в Большом Златоустинском переулке, дача в Сокольниках.

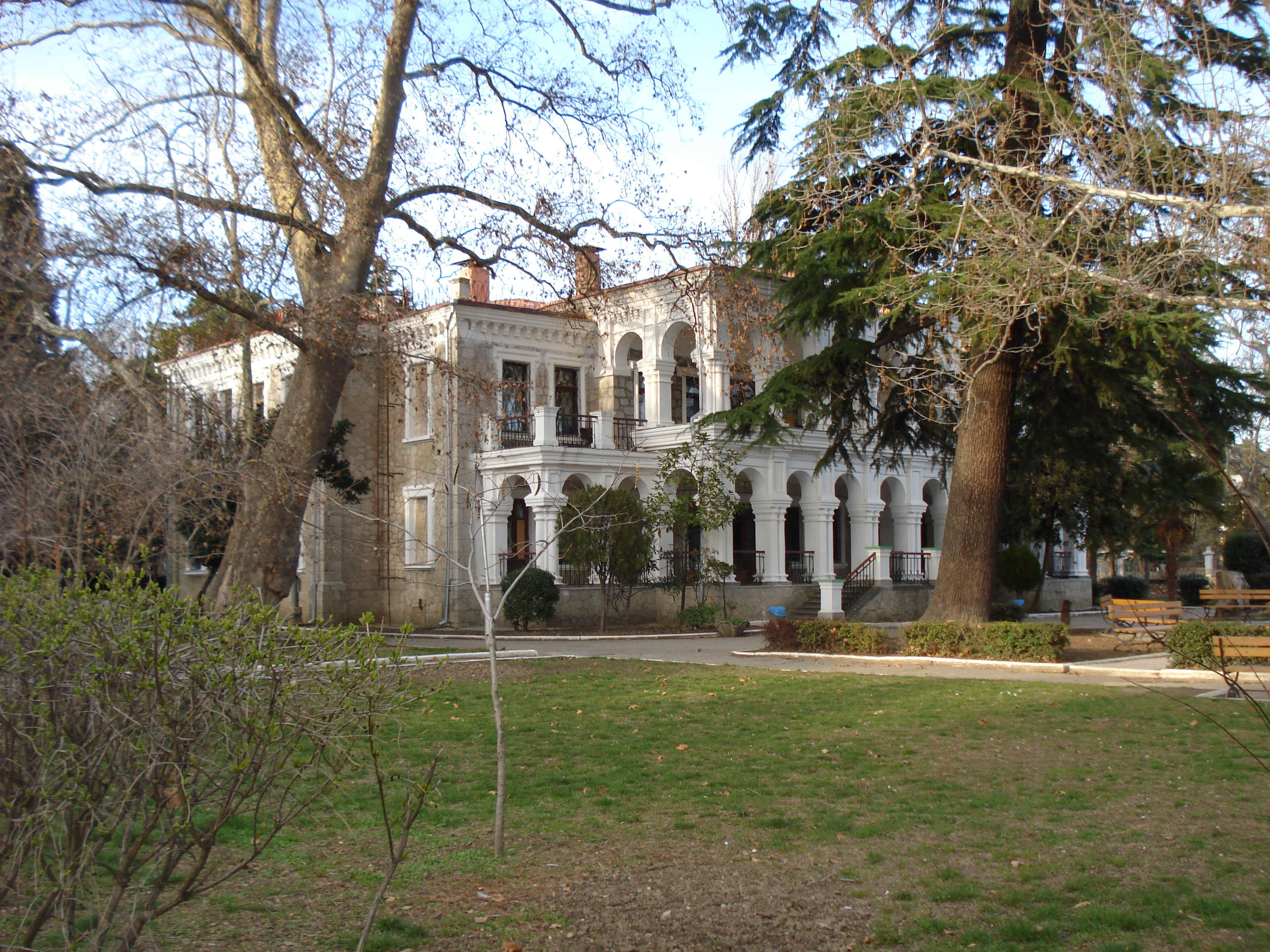
Дача купца Н. Д. Стахеева в Алуште

Н. Д. Стахеев внёс значительный вклад в развитие Алушты. Он приобрел там участок земли в конце XIX в. На средства Николая Дмитриевича были построены церковно-приходская школа, Земское училище, городские купальни, больница, пристань, первый в городе театр и набережная, укреплены башни крепости Алустон. Во многом благодаря его стараниям, захолустное селение превратилось в приятный курортный городок.
Вилла «Отрада» купца Н. Д. Стахеева, ныне Центр детского творчества, расположена в восточной части Алушты, на ул. Перекопская, д. 1. Это одно из самых красивых зданий в городе построено в конце XIX в. по проекту известного ялтинского архитектора Н. П. Краснова. Изящная вилла, похожая на маленький дворец, стоит в окружении экзотических растений Приморского парка. Парк вокруг виллы купца Н. Д. Стахеева был доступен всем желающим, по его дорожкам бесплатно гуляли алуштинцы и отдыхающие. Это и сейчас один из лучших уголков города и крымская достопримечательность — с роскошными деревьями, уютными аллеями и удобными скамейками.
Любое начинание Земства по благоустройству Алушты неизменно находило у Н.Д. Стахеева поддержку. Когда ялтинская управа решила построить в местечке новые дороги, Николай Дмитриевич, в отличие от многих алуштинских землевладельцев, не только не отказался уступить часть своих земель для расширения уже существующих дорог, но и предложил проложить новые, не требуя компенсации. Так появилась идущая вдоль обустроенной им же речки Демерджи знаменитая Стахеевская аллея. Очень много средств Николай Дмитриевич вложил и в обустройство пляжей и набережных. Одна из них, протянувшаяся от его приморского имения, так и называлась – «Стахеевка».
Н. Д. Стахеев жил на широкую ногу. Много путешествовал. Он был не только щедрым меценатом, но и страстным игроком, завсегдатаем казино в Монте-Карло. Как отмечали современники, он проматывал свои капиталы «без жалости и сожаления», его приезд в Монте-Карло всегда сопровождался повышением курса акций казино, так как он играл крупно и обыкновенно проигрывал. Не забывал и о благотворительности, которой славились его отец и дядя. В 1908 году он проиграл в казино Монте-Карло 15 миллионов золотых рублей (строительство Ливадийского дворца, например, обошлось казне в 4 миллиона).
Перед Первой мировой войной Стахеев уехал во Францию.

### После 1917 года
С именем Николая Стахеева связана городская легенда. После 1918 года, когда все его состояние было национализировано, Стахеев вернулся в Москву, чтобы забрать из тайника своего дома на Басманной улице серебро и какие-то другие ценности, но когда Николай Дмитриевич уже шёл по улице за этим кладом, его остановили дружинники из рабочих железнодорожного депо. На допросе в ГПУ Стахеев предложил Дзержинскому сделку: он говорит, где в доме спрятаны ценности, а ему назначают пенсию или дают возможность уехать из страны. Дзержинский принял условия бывшего промышленника. Говорили[кто?], что Стахеев до конца своих дней получал пенсию, а на часть «найденных» сокровищ был построен Дом культуры железнодорожников на нынешней Комсомольской площади. Об этой истории узнали журналисты железнодорожной газеты «Гудок» Е. Петров и И. Ильф. Рассказывали, что авторы «Двенадцати стульев» взяли интервью у Николая Дмитриевича, и в результате он стал прототипом Кисы Воробьянинова.
Особняк Стахеева после национализации передали железнодорожникам. С 1918 года он находился в ведении Народного комиссариата путей сообщения (впоследствии Министерства путей сообщения). Там в разное время находились различные учреждения: клуб железнодорожников имени Дзержинского, Деловой клуб транспортников, и Всесоюзное объединение лесной и деревообрабатывающей промышленности на транспорте. В 1940 году дом отдали под клуб детей железнодорожников. Там работало множество творческих и технических кружков и секций, стены этого здания помнят ещё молодых, пятнадцатилетних Олега Даля, Олега Басилашвили, Валентину Толкунову и других.